# Giunta Nazionale di Zitacuaro

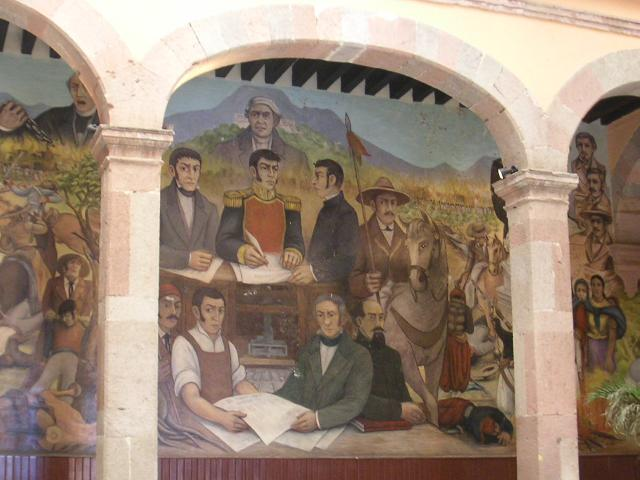
Murales a Zitácuaro, dond

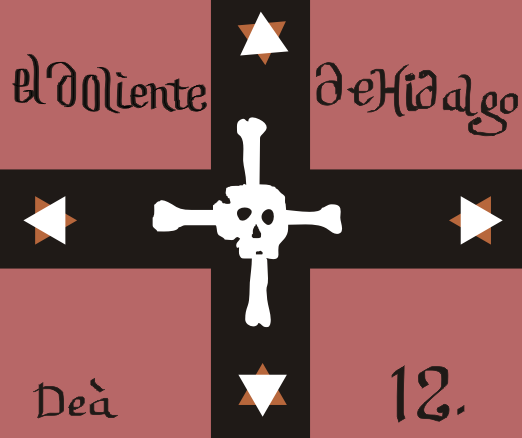
Bandiera in segno di lutto per la morte di Hidalgo

La Giunta di Zitácuaro fu un consiglio convocato da Ignacio López Rayón a Zitácuaro. L'obiettivo della giunta era quello di istituire un organo di governo per la nazione messicana, visto che non riconosceva il governo della Nuova Spagna a causa dell'invasione francese in Spagna.
La giunta venne istituita il 19 agosto 1811. Fecero parte di questa giunta, tra gli altri José María Morelos y Pavón, José María Liceaga e il curato José Sixto Verduzco e lo stesso López Rayón. I tre ultimi furono nominati dalla giunta. Ignacio López Rayón fu eletto ministro universale della Nazione e presidente della Suprema Corte. Poco dopo lo stesso incarico sarà dato dalla giunta a Morelos.
Il 2 gennaio 1812, la giunta fu espulsa da Zitácuaro dall'esercito spagnolo capitanato da Calleja. Da lì venne traslocata a Sultepec, dove produsse alcuni documenti.
La giunta di Zitacuaro esercitava l'amministrazione delle città sotto il suo dominio e in teoria nominava le autorità locali. Comunque quest'ultimo compito ricadeva sui capi militari che avevano conquistato la città.
A causa della cattiva amministrazione, l'autorità della giunta rimase ristretta e quasi tutti i suoi componenti lavoravano come meglio credevano. L'incapacità di estendere la propria influenza unita ad alcune sconfitte militari portarono alla destituzione della giunta che venne sostituita dal Congresso di Chilpancingo.